# A Quiet Place: Tag Eins
A Quiet Place: Tag Eins (Originaltitel: A Quiet Place: Day One) ist ein US-amerikanischer Horrorthriller des Filmemachers Michael Sarnoski, der am 27. Juni 2024 in die deutschen und am darauffolgenden Tag in die US-amerikanischen Kinos kam. Es handelt sich um ein Prequel zu den Filmen A Quiet Place (2018) und A Quiet Place 2 (2020), deren Schöpfer John Krasinski als Produzent fungierte. In den Hauptrollen verkörpern Lupita Nyong’o und Joseph Quinn zwei Überlebende einer Alieninvasion in New York City.

## Handlung
Die krebskranke Sam macht mit den Bewohnern ihres Hospizes einen Tagesausflug nach Manhattan, wo sie sich den Auftritt eines Marionettenspielers ansehen. Gerade als die Gruppe den Rückweg antreten möchte, werden die Menschen auf den Straßen New Yorks auf unbekannte Objekte am Himmel aufmerksam, die sich mit hoher Geschwindigkeit der Erde nähern und die Straßen der Großstadt verwüsten. Sam selbst verliert im Chaos ihr Bewusstsein, wird von Fremden aber von der Straße geholt und mit ihrem Pfleger Reuben wiedervereinigt. Wie sich den Überlebenden schon bald erschließt, ist die Erde das Ziel einer Alien-Invasion geworden. Die außerirdischen Kreaturen sind zwar blind und wasserscheu, können aber extrem gut hören und haben es auf die Menschen abgesehen.
Die US Air Force zerstört schon bald sämtliche Brücken nach Manhattan, um eine Ausbreitung der Kreaturen zu erschweren. Als die Stromversorgung der Insel zusammenbricht und ein Notstromgenerator anspringt, werden die Wesen vom entstandenen Lärm angelockt und bringen Reuben vor den Augen von Sam um. Während die anderen Überlebenden von Durchsagen aus Hubschraubern dazu angehalten werden, sich für die Evakuierung zum South Street Seaport zu begeben, von wo aus Schiffe aufs Festland ablegen werden, macht sich die Krebspatientin Sam stattdessen auf den Weg nach Harlem, wo sie zum letzten Mal in ihrem Leben eine Pizza essen möchte.
Auf dem Weg trifft Sam auf den Jurastudenten Eric, der durch die Invasion vollkommen unter Schock steht und ihr blindlings durch die Straßen folgt. Sam ist von der neuen Gesellschaft zunächst nur wenig begeistert, doch mit der Zeit freunden sich beide an und können gemeinsam mehrere Angriffe der Kreaturen überstehen. Beide erreichen Harlem, wo Sams favorisiertes Restaurant mittlerweile zerstört ist. Trotzdem kann Eric eine Pizza besorgen und Sam so ihren letzten Wunsch vor dem krankheitsbedingt bevorstehenden Tod erfüllen.
Als beide auf dem naheliegenden Gewässer ein Rettungsboot bemerken, zieht Sam durch laute Geräusche die Aufmerksamkeit der Kreaturen auf sich, um Eric so einen Weg in Sicherheit zu ermöglichen. Eric kann sich in letzter Sekunde zusammen mit Sams Assistenzkatze Frodo durch einen Sprung ins Wasser retten und wird von dem Boot eingesammelt. Später findet er eine Nachricht in seiner Tasche, in der Sam ihm für die gemeinsame Zeit dankt sowie dafür, dass er sie daran erinnert hatte, zu leben und ihn auffordert, sich um Frodo zu kümmern. In der letzten Szene sieht man Sam in den verlassenen Straßen Manhattans, wie sie Nina Simones Feeling Good auf ihrem iPod – den sie an einen gefundenen Musikplayer angeschlossen hat – hört. Sie akzeptiert ihren Tod, lächelt, während sie ihre Kopfhörer aus dem Player zieht und die Musik laut aufdreht, woraufhin eines der außerirdischen Wesen hinter ihr erscheint, während der Bildschirm schwarz wird.

## Produktion
Im November 2020 wurden die Arbeiten an einem dritten Film innerhalb des A-Quiet-Place-Universums seitens Paramount bekannt. Die Idee zum Spin-off stammte von John Krasinski, während zunächst Jeff Nichols für die Regie und das Drehbuch verantwortlich sein sollte. Nachdem der Filmemacher im Oktober 2021 das Projekt wieder verlassen hatte, wurde im Januar 2022 Michael Sarnoski als neuer Regisseur und Drehbuchautor verpflichtet. Dieser wollte nach seinem Kritikererfolg Pig größere Studiofilme eigentlich meiden, bekam von Produzent John Krasinski aber kreative Freiheit zugesichert und durfte seinen eigenen Touch einbringen. Neben Krasinski fungieren Michael Bay, Andrew Form und Brad Fuller von Platinum Dunes als Produzenten.
Die beiden Hauptrollen der Krebspatientin Samira und des Jurastudenten Eric wurden im November 2022 mit Lupita Nyong’o und Joseph Quinn besetzt. Daneben schloss sich Alex Wolff der Darstellerriege an, der zuvor bereits bei Pig mit Regisseur Michael Sarnoski zusammengearbeitet hatte. Auch Djimon Hounsou kehrte nach A Quiet Place 2 in die Rolle eines Überlebenden für das Prequel zurück.
Die Dreharbeiten mit Kameramann Pat Scola erfolgten vom 6. Februar bis zum 11. April 2023 in London. Die Warner Bros. Studios Leavesden dienten dabei als Kulisse für New York City, weshalb mehrere Versionen von vier Häuserblöcken durch Szenenbilder Simon Bowles nachgebaut und für den apokalyptischen Schauplatz zerstört wurden. Für eine realistische Darstellung wurden die Studioaufnahmen im Anschluss mit visuellen Effekten von Industrial Light & Magic kombiniert. Nur vereinzelte Einstellungen wurden tatsächlich in der US-amerikanischen Großmetropole gedreht, darunter mehrere Helikopteraufnahmen. Die Filmmusik komponierte Alexis Grapsas. Sein aus 25 Musikstücken bestehendes Soundtrack-Album wurde am 28. Juni 2024 von Milan Records digital veröffentlicht.
Im April 2022 wurde der offizielle Originaltitel A Quiet Place: Day One verkündet. Ein Trailer zum Film wurde am 27. April 2023 exklusiv auf der CinemaCon vorgestellt und am 7. Februar 2024 im Internet veröffentlicht. Die Weltpremiere fand am 26. Juni 2024 beim Tribeca Film Festival statt. Der US-amerikanischen Kinostart erfolgte nach mehreren Verschiebungen im Zuge des Streiks der Schauspielergewerkschaft SAG-AFTRA am 28. Juni 2024. In Deutschland lief der Film bereits am Vortag unter dem Titel A Quiet Place: Tag Eins in den Kinos an.

## Synchronisation
Die deutschsprachige Synchronisation entstand nach einem Dialogbuch von Markus Jütte und unter der Dialogregie von Sven Hasper bei RC Production.
| Rolle         | Darsteller      | Synchronsprecher       |
| ------------- | --------------- | ---------------------- |
| Samira „Sam“  | Lupita Nyong’o  | Rubina Nath            |
| Eric          | Joseph Quinn    | Nico Sablik            |
| Reuben        | Alex Wolff      | Patrick Baehr          |
| Henri         | Djimon Hounsou  | Tilo Schmitz           |
| Osahar        | Takunda Khumalo | Simon Karl Jeziorowski |
| Geschäftsmann | Gavin Fleming   | Konrad Bösherz         |

## Rezeption

### Altersfreigabe
In den Vereinigten Staaten erhielt A Quiet Place: Tag Eins von der MPA aufgrund von gewalttätigen Inhalten, blutigen Bildern und dem Schrecken ein PG-13-Rating. In Deutschland vergab die FSK eine Freigabe ab 16 Jahren. In der Begründung heißt es, der Film zeichne in linearer Erzählweise und in Kombination von Elementen des Horrorfilms mit denen des Survival-Abenteuerfilms ein düsteres, durchweg bedrohliches Endzeitszenario. In diesem Rahmen zeige er auch drastische Bilder von Zerstörung und Tod sowie furchteinflößende Darstellungen der Aliens. Diese nie voyeuristisch ausgespielten Szenen könnten von Jugendlichen jedoch in den Genrekontext eingeordnet werden. Die klare Fiktionalität des Geschehens und die Betonung von menschlichem Zusammenhalt und Solidarität würden derweil ausreichend emotionalen Halt geben, sodass sowohl die gewalthaltigen als auch die tragischen Aspekte des Films verarbeiten werden könnten.

### Kritiken
A Quiet Place: Tag Eins konnte 87 % der 276 bei Rotten Tomatoes gelisteten Kritiker überzeugen und erhielt dabei eine durchschnittliche Bewertung von 7,1 Punkten. Als zusammenfassendes Fazit zieht die Seite, dieser auf der rohen Menschlichkeit von Lupita Nyong’o und Joseph Quinn aufbauende Seiteneinstieg ins A-Quiet-Place-Filmuniversum finde in der Stille frische Schreckenstöne. Bei Metacritic erhielt der Film basierend auf 53 Kritiken einen Metascore von 68 von 100 möglichen Punkten.
Als spannendes, intensives Horror-Prequel, das das A-Quiet-Place-Universum gekonnt erweitere und gleichzeitig nicht alle Hintergründe übererkläre, wird A Quiet Place: Tag Eins von David Rooney in seiner Filmkritik für den Hollywood Reporter beschrieben. Regisseur Michael Sarnoski habe für ihn eine lobenswerte Arbeit abgeliefert, den Angstfaktor der ersten beiden Filme auf eine viel größere Leinwand zu transportieren, wobei sich die Verlagerung des Handlungsortes nach New York City als eine gelungene Prämisse erweise. Durch die Übernahme von Qualitäten wie Kontrolle, Zurückhaltung und Mitgefühl, die bereits seinen Vorgängerfilm Pig besonders gemacht hätten, schaffe es Sarnoski, eine emotionale Verbundenheit zwischen Zuschauern und den von Lupita Nyong’o und Joseph Quinn verkörperten Hauptfiguren aufzubauen. Das Ergebnis sei so eine Mischung aus tödlichem Thriller und melancholischer Abenteuererzählung, die für eine postapokalyptische Saga ungewöhnlich persönlich bleibe und in den Schlussszenen eine zutiefst berührende Wirkung erzeuge.
Auch Clarisse Loughrey vom Independent bezeichnet Tag Eins als den emotional befriedigendsten Film der Reihe, auch wenn das Prequel nicht die kreative Frische der Originalfilme vorweisen könne. Wo diesen durch ihre „Blast-em-up-Action“ allerdings etwas der Angstfaktor genommen werde, sei Tag Eins hingegen ein gut konstruierter Albtraum, der vielleicht nicht beängstigend, aber durchweg stressig anzuschauen sei. Regisseur Michael Sarnoski entferne sich dabei von den ursprünglichen Werten der Reihe wie Überleben und Familie, finde in seinem Nihilismus aber einen ebenso beeindruckenden, nachvollziehbareren Ansatz. Daneben lobt Loughrey ebenso die hervorragende Hauptbesetzung in Form von Lupita Nyong’o und Joseph Quinn, während sie die Rückkehr von Djimon Hounsou als sinnlosen Versuch der Konnektivität bezeichnet.
Etwas kritischer zeigt sich Doris Kuhn vom Filmdienst, für die das gefühlvolle Zentrum der Geschichte einen für Horrorfilme zumindest ungewöhnlichen Ansatz darstelle. Tag Eins wolle dabei kein gewöhnlicher Survival-Horror sein, gebe sich zwar Mühe mit der Action, fokussiere sich im Kern aber auf die Freundschaft zwischen zwei Fremden, was je nach Erwartung enttäuschend oder erbaulich sein könne. Positiv hebt Kuhn hervor, dass man die furchterregenden Kreaturen im Prequel noch einmal näher kennenlerne und nun auch Lärm zur Ablenkung der Aliens genutzt werde, während sie kritisiert, dass die apokalyptische Kulisse New York Citys trotz zahlreicher Möglichkeiten nur wenig zu bieten habe, das man nicht bereits aus anderen Filmen des Genres kenne.
Zu einem enttäuschten Urteil kommt Peter Debruge von Variety, für den A Quiet Place: Tag Eins kaum von Bedeutung sei, da er keine neuen Antworten liefere. Die Apokalypse finde größtenteils außerhalb der Leinwand statt, es gebe weniger Chaos als erwartet und die meisten gruseligen Einstellungen seien bereits im Trailer zu sehen gewesen. Regisseur Michael Sarnoski könne zwar einige spannungsgeladene Standardsituationen orchestrieren, doch da er Sentimentalität insgesamt über die Spannung stelle, sei der fertige Film erschreckend kitschig. So wirke die Beziehung zwischen den beiden Hauptfiguren künstlich, während es einige nur schwer zu entziffernde Szenen gebe. Daneben kritisierte Debruge auch die Handlung, die eine höchst unrealistische Darstellung der gesellschaftlichen und behördlichen Reaktionen auf eine Alieninvasion umfassen würde. Was die Protagonisten aus den Originalfilmen an Verhaltensregeln über einen längeren Zeitraum erlernen mussten, sei hier innerhalb kürzester Zeit bekannt.

### Einspielergebnis
Am Startwochenende konnte A Quiet Place: Tag Eins mit Einnahmen in Höhe von 53 Millionen US-Dollar den zweiten Platz der US-amerikanischen Kino-Charts belegen und den finanziell erfolgreichsten Kinostart innerhalb der A-Quiet-Place-Filmreihe verzeichnen. Auch in Deutschland eröffnete das Prequel stärker als A Quiet Place 2 und erreichte mit rund 58.000 Kinobesuchern den zweiten Platz der Kino-Charts. Die weltweiten Einnahmen aus Kinovorführungen belaufen sich auf 261,8 Millionen US-Dollar, von denen A Quiet Place: Tag Eins allein 138,9 Millionen im nordamerikanischen Raum erwirtschaften konnte. In Deutschland verzeichnete der Film insgesamt 241.606 Kinobesucher.

### Auszeichnungen
Astra Film Awards 2024
- Nominierung als Beste Darstellerin in einem Horrorfilm oder Thriller (Lupita Nyong’o)
- Nominierung für den Besten Ton[33]

Hollywood Music in Media Awards 2024
- Nominierung für die Beste Filmmusik in einem Horrorfilm (Alexis Grapsas)[34]

NAACP Image Awards 2025
- Nominierung als Beste Hauptdarstellerin (Lupita Nyong’o)[35]

Portland Critics Association Awards 2025
- Nominierung als Bester Science-Fiction-Film[36]

San Diego Film Critics Society Awards 2024
- Nominierung für den Besten Ton[37]

Saturn Awards 2025
- Nominierung als Bester Horrorfilm
- Nominierung als Beste Hauptdarstellerin (Lupita Nyong’o)